# Guiuan
Guiuan is een gemeente in de Filipijnse provincie Eastern Samar op de zuidpunt van het eiland Samar en enkele kleinere eilanden voor de kust, waaronder Calicoan, Tubabao, Sulangan, Homonhon en Suluan. Bij de laatste census in 2007 had de gemeente ruim 43 duizend inwoners.

## Geografie

### Bestuurlijke indeling
Guiuan is onderverdeeld in de volgende 60 barangays:
| - Alingarog - Bagua - Banaag - Banahao - Baras - Barbo - Bitaugan - Bucao - Buenavista - Bungtod - Cagdara-o - Cagusu-an - Camparang - Campoyong - Canawayon - Cantahay - Casuguran - Cogon - Culasi - Dalaragan | - Gahoy - Habag - Hagna - Hamorawon - Hollywood - Inapulangan - Lupok - Mayana - Ngolos - Pagbabangnan - Pagnamitan - Poblacion Ward 1 - Poblacion Ward 2 - Poblacion Ward 3 - Poblacion Ward 4 - Poblacion Ward 4-A - Poblacion Ward 5 - Poblacion Ward 6 - Poblacion Ward 7 - Poblacion Ward 8 | - Poblacion Ward 9 - Poblacion Ward 9-A - Poblacion Ward 10 - Poblacion Ward 11 - Poblacion Ward 12 - Salug - San Antonio - San Jose - San Juan - San Pedro - Santo Niño - Sapao - Sulangan - Suluan - Surok - Tagporo - Taytay - Timala - Trinidad - Victory Island |

## Demografie
Guiuan had bij de census van 2007 een inwoneraantal van 43.469 mensen. Dit zijn 4.775 mensen (12,3%) meer dan bij de vorige census van 2000. De gemiddelde jaarlijkse groei komt daarmee uit op 1,62%, hetgeen lager is dan het landelijk jaarlijks gemiddelde over deze periode (2,04%). Vergeleken met de census van 1995 is het aantal mensen met 8.022 (22,6%) toegenomen.

De bevolkingsdichtheid van Guiuan was ten tijde van de laatste census, met 43.469 inwoners op 175,49 km², 247,7 mensen per km².

## Foto's

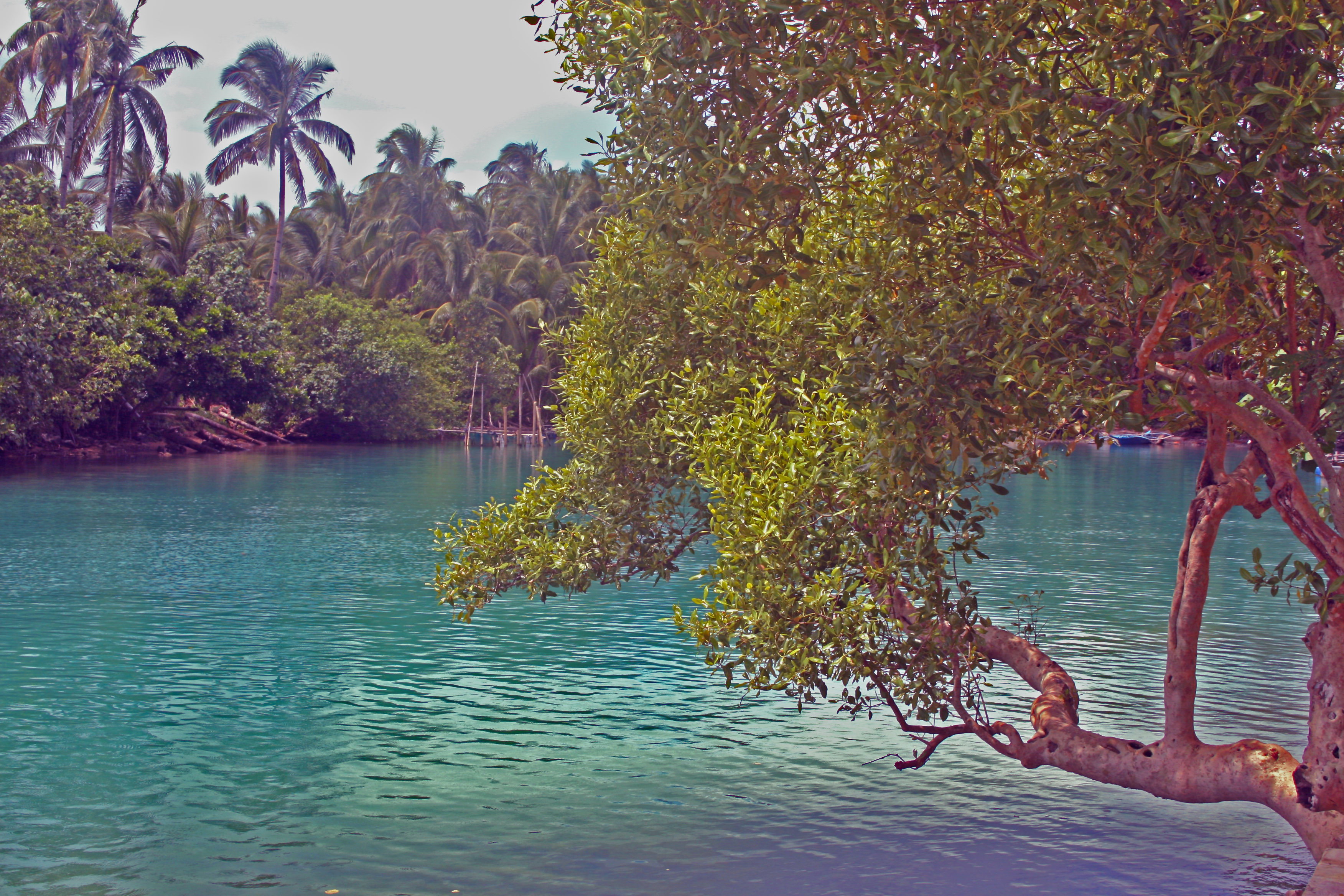
Small Lagoon op Tubabao Island in Guiuan
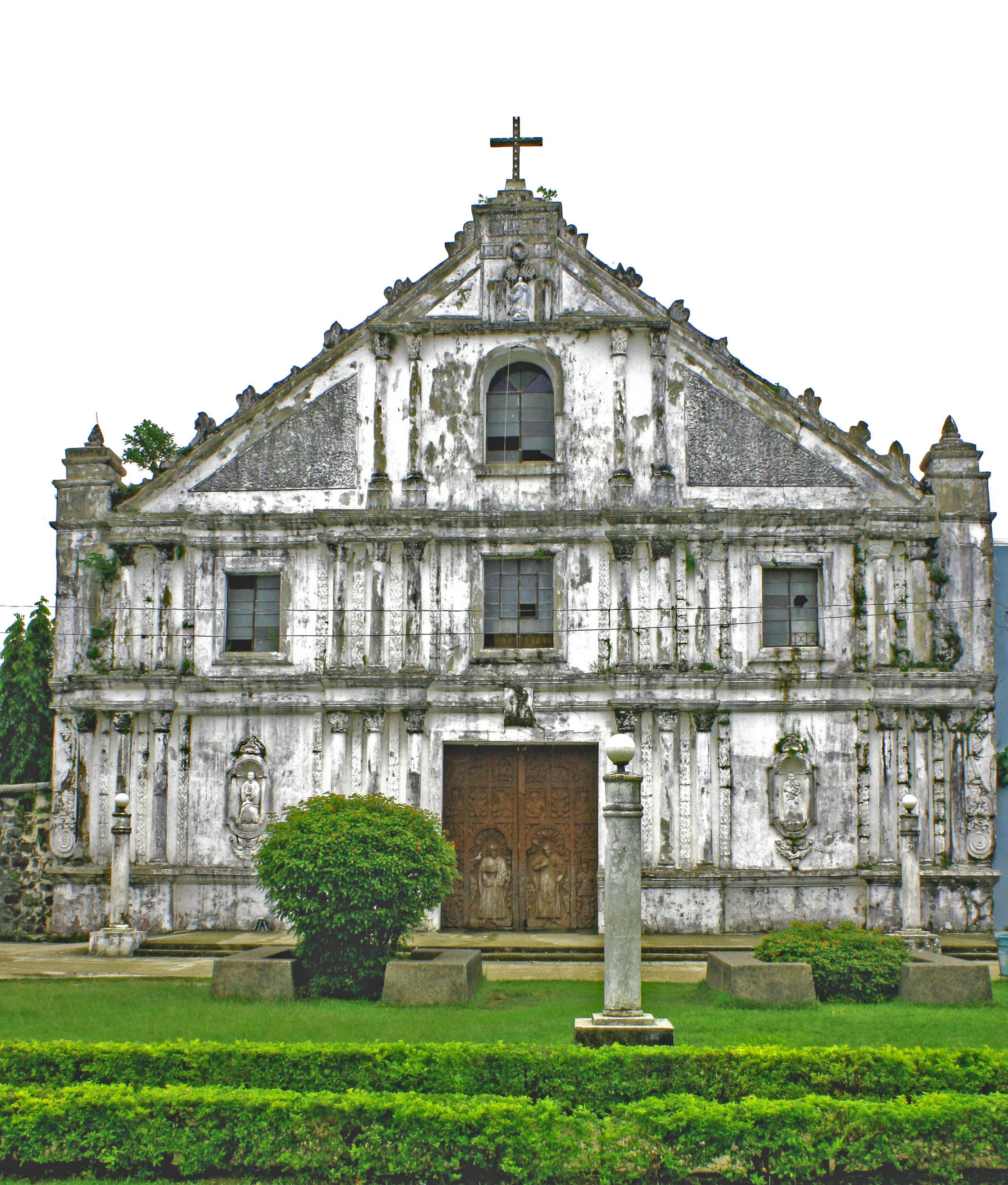
De voorgevel van de kerk van Guiuan